# 山田一法
山田 一法（やまだ いっぽう、8月6日 - ）は、ゲームミュージックの作曲家、ソングライター、サウンドデザイナー、音楽プロデューサー。

## 略歴
神奈川県川崎市出身。東京都立日比谷高等学校卒。千葉大学理学部卒。カプコン入社後、『スーパーストリートファイターII』『バイオハザード』などを手がける。その後インティ・クリエイツ創設に参加。

## 関わった作品

### ゲーム
- スーパーストリートファイターII(1994年)
- スーパーストリートファイターII X(1994年)
- デモンズブレイゾン 魔界村 紋章編(1994年)
- X-MEN Mutant Apocalypse(1995年)
- バイオハザード(1996年)
- 可変走攻ガンバイク(1998年)
- LOVE&DESTROY(1999年)
- ロックマンシリーズ
  - ロックマンゼロ(2002年)
  - ロックマンゼロ2(2003年)
  - ロックマンゼロ3(2004年)
  - ロックマンゼロ4(2005年)
  - ロックマンゼロコレクション(2010年)
  - ロックマンゼクス(2006年)
  - ロックマンゼクスアドベント(2007年)
  - ロックマン9 野望の復活!!(2008年)
  - ロックマン10 宇宙からの脅威!!(2010年)
- クレヨンしんちゃんシリーズ
  - クレヨンしんちゃん 嵐を呼ぶ シネマランドの大冒険!(2004年)
  - クレヨンしんちゃん 伝説を呼ぶ オマケの都ショックガーン!(2006年)
  - クレヨンしんちゃんDS 嵐を呼ぶ ぬってクレヨ〜ン大作戦!(2007年)
  - クレヨンしんちゃん 嵐を呼ぶ シネマランド カチンコガチンコ大活劇!(2008年)
  - クレヨンしんちゃん 嵐を呼ぶ ねんどろろ〜ん大変身!(2009年)
  - クレヨンしんちゃん おバカ大忍伝 すすめ!カスカベ忍者隊!(2010年)
  - クレヨンしんちゃん ショックガ～ン! 伝説を呼ぶオマケ大ケツ戦!!(2010年)
  - クレヨンしんちゃん 宇宙DEアチョー!? 友情のおバカラテ!!(2011年)
  - クレヨンしんちゃん 嵐を呼ぶ カスカベ映画スターズ!(2014年)
- ファンタジックチルドレン(2005年)
- 株トレーダー瞬(2007年)
- ドラえもん のび太と緑の巨人伝DS(2008年)
- ケシカスくん バトルカスティバル (2010年)
- ぎゃる☆がんシリーズ
  - ぎゃる☆がん(2011年)
  - ぎゃる☆がん だぶるぴーす(2015年)
  - ぎゃる☆がんVR (2017年)
  - ぎゃる☆がん2(2018年)
  - ぎゃる☆がん りたーんず(2021年)
- Power Rangers Samurai(2011年)
- グレイトバトル フルブラスト(2012年)
- J.J.ROCKETS(2012年)
- 交響詩篇エウレカセブン(2012年)
- ゴン バクバクバクバクアドベンチャー (2012年)
- でんぢゃらすじーさんと1000人のお友だち邪(2012年)
- NARUTO -ナルト-SD パワフル疾風伝(2012年)
- 蒼き雷霆 ガンヴォルトシリーズ
  - 蒼き雷霆 ガンヴォルト(2014年)
  - 蒼き雷霆 ガンヴォルト 爪(2016年)
  - 白き鋼鉄のX THE OUT OF GUNVOLT(2019年)
  - 白き鋼鉄のX2(2022年)
- パックワールド(2014年)
- 藤子・F・不二雄キャラクターズ 大集合!SFドタバタパーティー!!(2014年)
- 怪盗ジョーカー 時を超える怪盗と失われた宝石(2015年)
- 弱虫ペダル 明日への高回転(2015年)
- デジモンユニバース アプリモンスターズ(2016年)
- Mighty No. 9(2016年)
- ブラスターマスター ゼロシリーズ
  - ブラスターマスター ゼロ(2017年)
  - ブラスターマスター ゼロ 2(2019年)
  - ブラスターマスター ゼロ 3(2021年)
- 8BIT MUSIC POWER FINAL(2017年)
- 爆釣バーハンター(2018年)
- ブラッドステインド:カース・オブ・ザ・ムーン(2018年)
  - ブラッドステインド:リチュアル・オブ・ザ・ナイト(2019年)
  - ブラッドステインド:カース・オブ・ザ・ムーン2(2020年)
- Dragon Marked For Death(2019年)
- 爆釣ハンターズ(2019年)

### アニメ
- OVA 蒼き雷霆 ガンヴォルト(2017年)

### CD
- REMASTERED TRACKS ROCKMAN ZERO／ＩＩＩ
- リマスタートラック ロックマンゼロ・イデア／ＩＩＩ
- リマスタートラック ロックマンゼロ・テロス／ＩＩＩ
- REMASTERED TRACKS ROCKMAN ZERO Physis／ＩＩＩ
- ロックマンゼロ ゲーム音楽大全集／ＩＩＩ
- REMASTERED TRACKS ROCKMAN ZERO Mythos／ＩＩＩ
- ロックマンゼロ コレクション サウンドトラック 「響命 - resonnant vie -」／ＩＩＩ
- ロックマンゼクス サウンドトラック「ZX TUNES」／ＩＩＩ
- ロックマンゼクス アドベント サウンドトラック「ZXA TUNES」／ＩＩＩ
- ロックマンゼクス サウンドスケッチ「ZX GIGAMIX」／ＩＩＩ
- ロックマン9 野望の復活!!
  - オリジナルサウンドトラック／ＩＩＩ
  - アレンジサウンドトラック／ＩＩＩ
- ロックマン10 宇宙からの脅威!!
  - オリジナルサウンドトラック／ＩＩＩ
  - イメージサウンドトラック／ＩＩＩ
- チップチューンド・ロックマン／コンピレーション
- 株トレーダー瞬 オリジナル・サウンドトラック
- ケツイ ～絆地獄たち～ アレンジアルバム／コンピレーション
- デススマイルズ アレンジアルバム／コンピレーション
- ぎゃる☆がん
  - ドキドキサウンド 全部入り！／ＩＩＩ
  - ドキドキサウンド 全部入り！補完盤／ＩＩＩ
- スーパーレアトラックス The Land Of Rising Sun／ゲ音団コンピレーション
- Game Music Prayer／コンピレーション
- DIGITALOID AND HUMANITY／SENSORS
- RE:／SENSORS
- Game Music Prayer 2／コンピレーション
- イロミネイキド／純白RGB
- 蒼き雷霆 ガンヴォルト サウンドトラック／ＩＩＩ
- 蒼乃燐光／モルフォ
- 蒼き雷霆 ガンヴォルト 義心憤怒／ＩＩＩ
- マイティガンヴォルト サウンドトラック／ＩＩＩ
- 蒼き雷霆 ガンヴォルト 平穏への憧憬／ＩＩＩ
- ぎゃる☆がん だぶるぴーす ドキドキサウンド 全部入り！／ＩＩＩ
- Capcom Special Selection: Rockman Zero
- Game Music Prayer III／コンピレーション
- 蒼き雷霆 ガンヴォルト 怠惰なる王国／ＩＩＩ
- Mighty No. 9 オリジナルサウンドトラック／コンピレーション
- 蒼き雷霆 ガンヴォルト 爪 サウンドトラック／ＩＩＩ
- 夢現の青 -into the blue-／モルフォ
- TRIBUTE TO RYU UMEMOTO ~ Music From YU-NO／コンピレーション
- 戯楽惑溺症候群／SENSORS
- ELECTRO ROTATION／RoRo
- ブラスターマスター ゼロ オリジナルサウンドトラック／ＩＩＩ
- 8BIT MUSIC POWER FINAL／コンピレーション
- 蒼き雷霆 ガンヴォルト 活劇劇伴集 & 活劇歌曲集
- 蒼き雷霆 ガンヴォルト 爪 機械仕掛けの儚夢／ＩＩＩ
- 8BIT MUSIC POWER FINAL -RIKI collection-／コンピレーション
- 蒼き雷霆 ガンヴォルト 爪 楽園狂騒曲／ＩＩＩ
- 優雅に失踪する文明、あるいは／純白ＲＧＢ
- ぎゃる☆がん2 ドキドキサウンド 全部入り！／ＩＩＩ
- DRAGON MARKED FOR DEATH SOUNDTRACK／ＩＩＩ，Diana Garnet, VIDEO GAME ORCHESTRA(SOUNDTREC)
- ブラスターマスター ゼロ2 オリジナルサウンドトラック／ＩＩＩ
- 白き鋼鉄のX THE OUT OF GUNVOLT サウンドトラック／ＩＩＩ
- ロロメロ　RoRo Melodies／RoRo
- GAME X OVER／SENSORS
- 白き鋼鉄のX THE OUT OF GUNVOLT イソラ 全力アイドルロード／ＩＩＩ
- 白き鋼鉄のX THE OUT OF GUNVOLT プロローグ -希望の歌姫-／ＩＩＩ
- 電翅の旅路／モルフォ
- MORPHO VIRTUAL LIVE 2020／モルフォ
- VIRTUAL WORLD／SENSORS
- ブラスターマスター ゼロ3 オリジナルサウンドトラック／ＩＩＩ
- ロロロヴォ　RoRo Robotics Vox／RoRo
- EXPERIMENTAL／SENSORS
- 白き鋼鉄のX2 サウンドトラック／ＩＩＩ